# Thomas Johnson (hockey sur glace)
Pour les articles homonymes, voir Thomas Johnson, Tom Johnson et Johnson.
Temple de la renommée : 1970
Thomas Christian Johnson (né le 18 février 1928 à Baldur au Manitoba, Canada et mort le 21 novembre 2007 à Falmouth, Massachusetts, États-Unis) est un joueur professionnel canadien de hockey sur glace ayant joué pour les Canadiens de Montréal et les Bruins de Boston dans la Ligue nationale de hockey (LNH). Il est l'un des douze joueurs de l'organisation des Canadiens de Montréal qui participent à chacune des cinq Coupes Stanley remportées consécutivement par la franchise en 1956, 1957, 1958, 1959 et 1960.
Johnson a aussi été le récipiendaire du trophée James-Norris en 1959 et a été introduit au temple de la renommée du hockey en 1970.

## Biographie
Thomas Johnson naît le 18 février 1928 dans le village de Baldur dans le Manitoba. Il passe toute son enfance dans sa ville natale et y joue au hockey sur glace, au poste de défenseur, jusqu'à ce que sa famille déménage à Saint-Vital, près de Winnipeg en 1946. Il joue alors la saison 1946-1947 avec l'équipe des Monarchs de Winnipeg dans la Ligue de hockey junior du Manitoba.
Repéré par les Canadiens de Montréal de la Ligue nationale de hockey, il signe avec eux son premier contrat le 30 avril 1947,.

## Statistiques
| Saison     | Équipe                | Ligue      |     | Saison régulière | Saison régulière | Saison régulière | Saison régulière | Saison régulière |   | Séries éliminatoires | Séries éliminatoires | Séries éliminatoires | Séries éliminatoires | Séries éliminatoires |
| Saison     | Équipe                | Ligue      | PJ  | B                | A                | Pts              | Pun              | PJ               | B | A                    | Pts                  | Pun                  |                      |                      |
| 1946-1947  | Monarchs de Winnipeg  | LHJM       | 14  | 10               | 4                | 14               | 12               | 7                | 3 | 1                    | 4                    | 19                   |                      |                      |
| 1947-1948  | Royaux de Montréal    | LHSQ       | 16  | 0                | 4                | 4                | 10               |                  |   |                      |                      |                      |                      |                      |
| 1947-1948  | Canadiens de Montréal | LNH        | 1   | 0                | 0                | 0                | 0                |                  |   |                      |                      |                      |                      |                      |
| 1948-1949  | Bisons de Buffalo     | LAH        | 68  | 4                | 18               | 22               | 70               |                  |   |                      |                      |                      |                      |                      |
| 1949-1950  | Bisons de Buffalo     | LAH        | 58  | 7                | 19               | 26               | 52               | 5                | 0 | 0                    | 0                    | 20                   |                      |                      |
| 1949-1950  | Canadiens de Montréal | LNH        |     |                  |                  |                  |                  | 1                | 0 | 0                    | 0                    | 0                    |                      |                      |
| 1950-1951  | Canadiens de Montréal | LNH        | 70  | 2                | 8                | 10               | 128              | 11               | 0 | 0                    | 0                    | 6                    |                      |                      |
| 1951-1952  | Canadiens de Montréal | LNH        | 68  | 0                | 7                | 7                | 76               | 11               | 1 | 0                    | 1                    | 2                    |                      |                      |
| 1952-1953  | Canadiens de Montréal | LNH        | 70  | 3                | 8                | 11               | 63               | 12               | 2 | 3                    | 5                    | 8                    |                      |                      |
| 1953-1954  | Canadiens de Montréal | LNH        | 70  | 7                | 11               | 18               | 85               | 11               | 1 | 2                    | 3                    | 30                   |                      |                      |
| 1954-1955  | Canadiens de Montréal | LNH        | 70  | 6                | 19               | 25               | 74               | 12               | 2 | 0                    | 2                    | 22                   |                      |                      |
| 1955-1956  | Canadiens de Montréal | LNH        | 64  | 3                | 10               | 13               | 75               | 10               | 0 | 2                    | 2                    | 8                    |                      |                      |
| 1956-1957  | Canadiens de Montréal | LNH        | 70  | 4                | 11               | 15               | 59               | 10               | 0 | 2                    | 2                    | 13                   |                      |                      |
| 1957-1958  | Canadiens de Montréal | LNH        | 66  | 3                | 18               | 21               | 75               | 2                | 0 | 0                    | 0                    | 0                    |                      |                      |
| 1958-1959  | Canadiens de Montréal | LNH        | 70  | 10               | 29               | 39               | 76               | 11               | 2 | 3                    | 5                    | 8                    |                      |                      |
| 1959-1960  | Canadiens de Montréal | LNH        | 64  | 4                | 25               | 29               | 59               | 8                | 0 | 1                    | 1                    | 4                    |                      |                      |
| 1960-1961  | Canadiens de Montréal | LNH        | 70  | 1                | 15               | 16               | 54               | 6                | 0 | 1                    | 1                    | 8                    |                      |                      |
| 1961-1962  | Canadiens de Montréal | LNH        | 62  | 1                | 17               | 18               | 45               | 6                | 0 | 1                    | 1                    | 0                    |                      |                      |
| 1962-1963  | Canadiens de Montréal | LNH        | 43  | 3                | 5                | 8                | 28               |                  |   |                      |                      |                      |                      |                      |
| 1963-1964  | Bruins de Boston      | LNH        | 70  | 4                | 21               | 25               | 33               |                  |   |                      |                      |                      |                      |                      |
| 1964-1965  | Bruins de Boston      | LNH        | 51  | 0                | 9                | 9                | 30               |                  |   |                      |                      |                      |                      |                      |
| Totaux LNH | Totaux LNH            | Totaux LNH | 978 | 51               | 213              | 264              | 960              | 111              | 8 | 15                   | 23                   | 109                  |                      |                      |

## Trophées et honneurs
- 1952-1953 : coupe Stanley (1)
- 1955-1956 : 
  - coupe Stanley (2)
  - sélectionné dans la seconde équipe d'étoiles de la LNH
- 1956-1957 : coupe Stanley (3)
- 1957-1958 : coupe Stanley (4)
- 1958-1959 :
  - coupe Stanley (5)
  - trophée James-Norris
  - sélectionné dans la première équipe d'étoiles de la LNH
- 1959-1960 : coupe Stanley (6)
- 1969-1970 : 
  - admis au Temple de la renommée du hockey
  - coupe Stanley en tant que dirigeant des Bruins (7)
- 1971-1972 : coupe Stanley en tant qu'entraîneur des Bruins (8)
- 1993 : admis au musée et temple du sport du Manitoba